# 소라초등학교 사곡분교
소라초등학교 사곡분교는 대한민국 전라남도 여수시 소라면 사곡리에 있는 공립 초등학교이다.

## 학교 연혁
- 1949년 11월 30일 소라서국민학교 개교(6학급)
- 1984년 6월 4일 병설유치원 개원
- 1996년 3월 1일 소라서초등학교로 개칭
- 1997년 3월 1일 소라초등학교 사곡분교 격하

## 참고 자료
- 소라초등학교사곡분교장 - 한국교육학술정보원 학교알리미